# Льодовикова точка (Йосеміті)

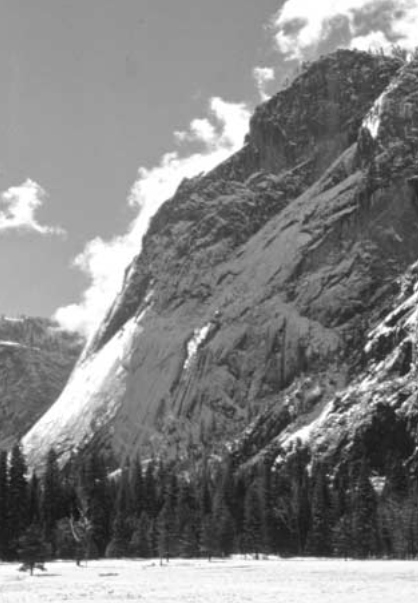
Льодовикова точка, як її видно з долини Йосеміті. Навесні обличчя кручі вкрите десятками струмків і маленьких водоспадів.

Льодовикова точка (англ. Glacier Point) — оглядовий майданчик над долиною Йосеміті, в Каліфорнії (США). Вона знаходиться на південній стіні долини на висоті 2 199 м над рівнем моря або 975 м вище селища Каррі на дні долини. З майданчика відкривається захопливий вид на Національний парк Йосеміті, зокрема водоспади Йосеміті, скелю Хаф-Доум, водоспад Вернал, водоспад Невада та інші визначні пам'ятки парку.